# Movileanu
Movileanu este un nume de familie românesc, provenind de la toponimul "movila".  
În Republica Moldova, conform datelor din cartea de telefoane (anul 2007), numele de familie Movileanu se întâlnește în 64 de localități în care există 213 de familii cu acest nume.
În Romania, acest nume este pe locul #1747 ca popularitate. Pe glob sunt 650+ oameni cu numele Movileanu. 

## Personalități cu acest nume
- Vasile Movileanu, pictor